# Ala di Stura

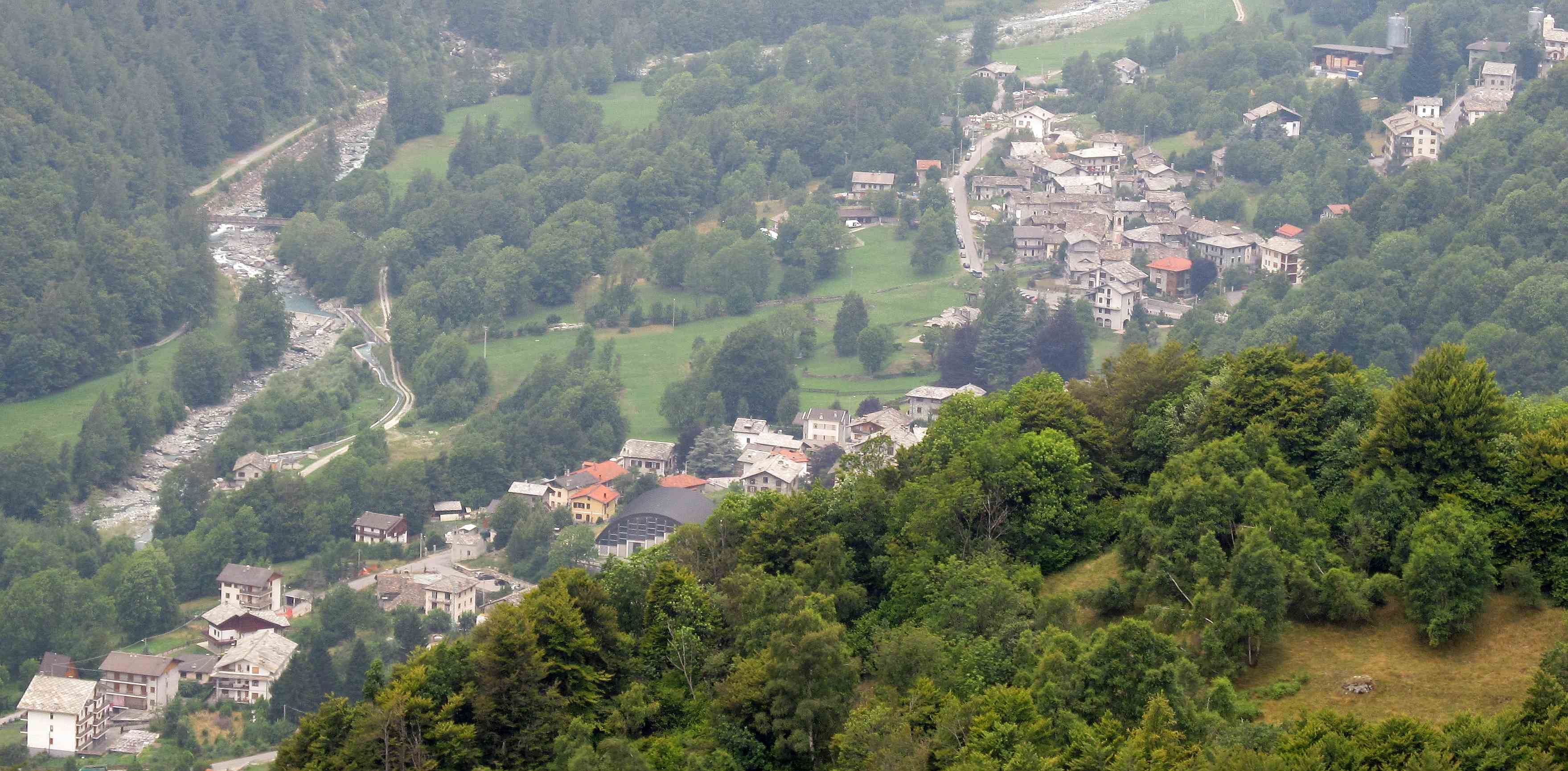
Panorama

Ala di Stura es una comuna italiana de la Ciudad metropolitana de Turín, región de Piamonte.

## Evolución demográfica
| Gráfica de evolución demográfica de Ala di Stura entre 1861 y 2001 |
|                                                                    |
| Fuente ISTAT - elaboración gráfica de Wikipedia                    |